# 德興里
德興里是中華民國嘉義縣朴子市的一個里，位於朴子市的東北部，東連溪口里和仁和里，西連安福里，南鄰大鄉里，北隔朴子溪與六腳鄉正義村相望，面積1.8206平方公里，原名德化廍，村民因日治時期朴子溪洪水而遷徙而來。